# Nisshin Maru (schip, 1987)
De Nisshin Maru (Japans: 日新丸) is een Japanse walvisvaarder. Het schip is een walvisfabrieksschip en is ontworpen om walvissen te verwerken als Chikuzen Maru. Het kreeg haar huidige naam in oktober 1991. Het schip is eigendom van het Institute of Cetacean Research, een organisatie actief met de Japanse jacht op walvissen. 

## Functie
De Nisshin Maru is een walvisfabrieksschip. Het schip ontleedt, slacht en verwerkt daarna walvissen voor wetenschappelijk onderzoek en consumptie. Milieugroepen twijfelen aan het werkelijke doel van de walvisjacht en vrezen voor jacht op walvissen voor consumptiedoeleinden onder de noemer 'wetenschap'. Na het verwerken van de walvis, wordt het vlees ingevroren en opgeslagen. Daarna komt het op de vismarkt van Japan. De Hiyo Maru transporteerde het vlees naar Japan. De IWC heeft bepaald dat geen enkel deel van een walvis verspild mag worden bij onderzoek, daarom wordt het overgebleven vlees in Japan voor consumptie verkocht.

De Nisshin Maru is sinds enige tijd niet meer actief terug te vinden met AIS, het globale tracking van boten. Dit doet vermoeden dat de walvisfabriek uit dienst is of onder de rader zijn functie verder uitvoert.
Wereldwijd zijn een aantal milieugroepen zoals Sea Shepherd al jaren in de strijd met deze vloot van walvisjagers daar ze frequent in niet toegelaten zone's op walvissen gaan jagen. Veel van deze locaties zijn internationaal beschermde wateren.

## Brand
Op 15 februari 2007 brak er brand uit op de Nisshin Maru. Het schip voer op dat moment bij Antarctica. De brand brak uit in de machinekamer van het schip. De elektra en motoren vielen uit, waardoor het schip stuurloos werd. Verschillende landen spraken hun bezorgdheid uit over de brand. De landen waren bang dat er milieuschade aan een nabijgelegen pinguïnkolonie werd aangebracht. Één bemanningslid kwam bij de brand om.

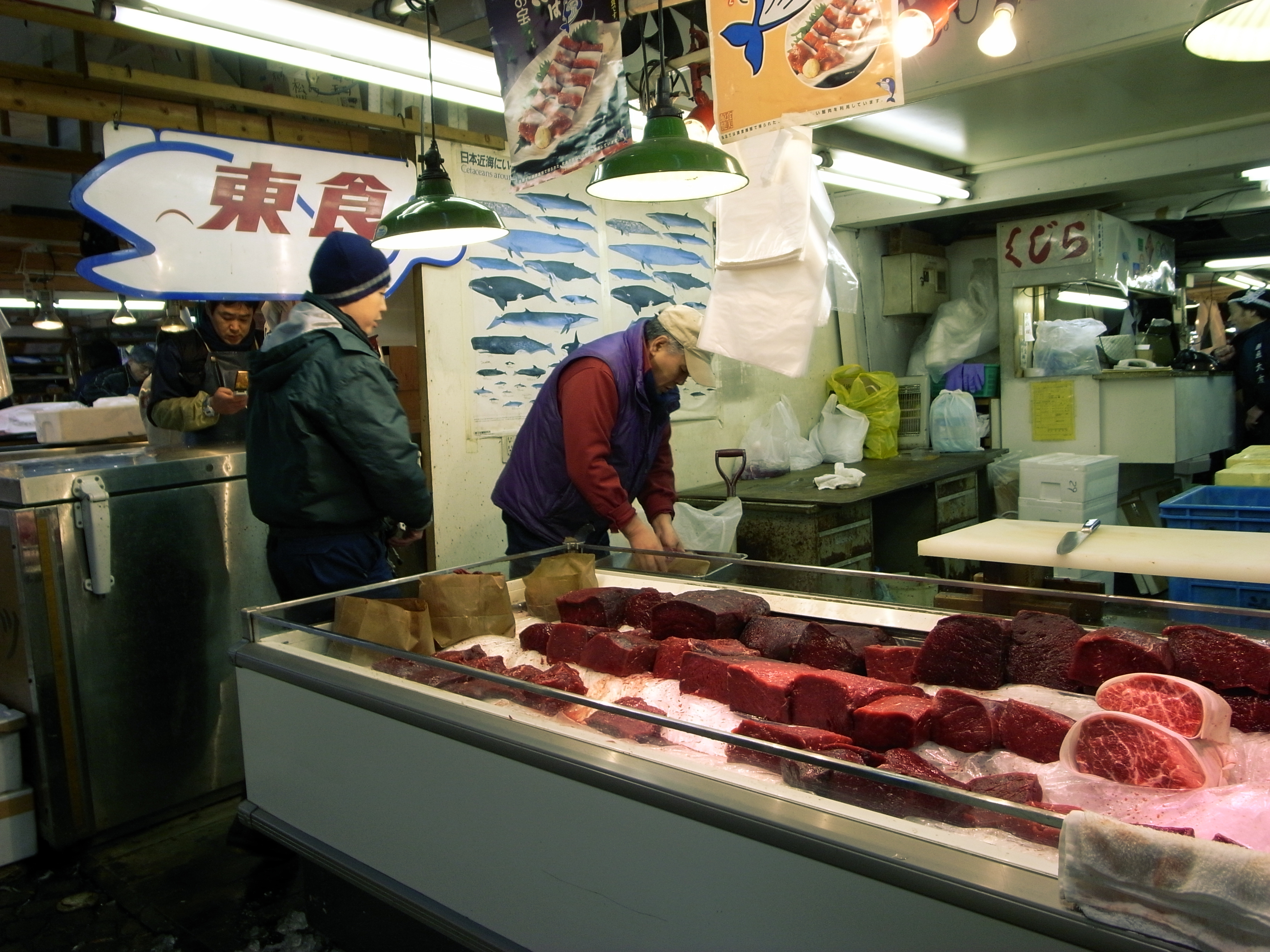
Walvisvlees op een markt in Tokio, Japan.

Walvisfabrieksschip:
Nisshin Maru

Harpoenschepen:
Shonan Maru 2 · Yushin Maru · Yushin Maru No.2 · Yushin Maru No.3

Ondersteunend vaartuig:
Hiyo Maru · Kaiko Maru